# Baccharis phyteuma
Baccharis phyteuma là một loài thực vật có hoa trong họ Cúc. Loài này được Heering mô tả khoa học đầu tiên năm 1915.